# Teddiedrum
Teddiedrum est un groupe belge d'electro, actif dans les années 2010.

## Histoire
Le groupe est formé vers 2011 par Jason Dousselaere et Dijf Sanders du groupe The Violent Husbands,. Leur premier single Odd Lovers devient un succès radio, mais n'est pas inclus dans le premier EP European Weekend,. Teddiedrum a joué à Pukkelpop, au festival de Dour et au Suikerrock, entre autres

## Discographie
- 2012 : European Weekend (EP)
- 2012 : Odd Lovers/Miami (single)